# Bitwa o Battambang
Bitwa o Battambang – starcie zbrojne, które miało miejsce w dniach od 28 marca do 16 kwietnia 1986 r. w trakcie wojny kambodżańskiej (1975–1995).
W dniu 28 marca 1986 roku oddziały Czerwonych Khmerów w sile 5 000 ludzi, KPLNF (200 ludzi) oraz ANS (550) zaatakowały Battambang. Czerwoni Khmerzy uderzyli od północnego zachodu, zachodu i południa. Równocześnie partyzanci ANS (Arme Nationale Sihanoukiene) i KPNLF wdarli się do miasta od północnego wschodu. W wyniku tego ataku zginęło 100 Wietnamczyków i 2 lekarzy radzieckich. Następnie partyzanci wycofali się z miasta zajmując pozycje na północ od Battambang. Przez kolejne 3 tygodnie nie dochodziło w tym miejscu do większych starć, dopiero dnia 16 kwietnia partyzanci ponownie uderzyli na miasto. W odpowiedzi Wietnamczycy użyli lotnictwa, którego ataki zmusiły Czerwonych Khmerów do wycofania się w pobliże granicy z Tajlandią.  